# Amy Chow
Amy Yuen-Yee Chow (* 15. Mai 1978 in San José) ist eine ehemalige US-amerikanische Kunstturnerin.

## Karriere
Chow begann 1981 im Alter von drei Jahren mit dem Turnsport und gehörte ab den frühen 1990er-Jahren zur US-Nationalmannschaft. Bei den Weltmeisterschaften 1994 gewann sie Silber mit dem Team im Mannschaftsmehrkampf. Ein Jahr später holte sie bei den Panamerikanischen Spielen 1995 in Mar del Plata insgesamt vier Medaillen: Gold im Sprung und im Mannschaftsmehrkampf, Silber am Stufenbarren sowie Bronze im Einzelmehrkampf.
Bei den Olympischen Spielen 1996 in Atlanta gewann sie mit der US-amerikanischen Mannschaft die Goldmedaille im Mannschaftsmehrkampf und sicherte sich zudem Silber am Stufenbarren. Vier Jahre später nahm sie erneut an den Olympischen Spielen teil und belegte mit dem Team zunächst Rang vier. Im Jahr 2010 wurde der chinesischen Mannschaft aufgrund der unzulässigen Teilnahme einer unteralterigen Turnerin die Bronzemedaille aberkannt – das US-Team rückte nachträglich auf den dritten Platz vor.
Chow wurde 1998 gemeinsam mit der Olympiamannschaft von 1996 in die US Gymnastics Hall of Fame aufgenommen und 2005 erneut – diesmal als Einzelperson. 2008 folgte die Aufnahme in die United States Olympic & Paralympic Hall of Fame.
Nach ihrer sportlichen Laufbahn studierte sie an der Stanford University, wo sie 2002 ihren Bachelorabschluss in Biologie erwarb. 2007 schloss sie ihr Medizinstudium an der Stanford Medical School ab und absolvierte anschließend ihre Facharztausbildung in Pädiatrie am Lucile Packard Children’s Hospital.